# Kibenga (periodiskt vattendrag i Burundi, Cankuzo)
Kibenga är ett periodiskt vattendrag i Burundi.   Det ligger i provinsen Cankuzo, i den nordöstra delen av landet, 150 kilometer öster om huvudstaden Bujumbura.
I omgivningarna runt Kibenga växer huvudsakligen savannskog. Runt Kibenga är det ganska tätbefolkat, med 78 invånare per kvadratkilometer.